# Сендор Клегани
Сендор Клегани, такође познат као „Псето”, измишљени је лик у серијалу епскo-фантастичних романа Песма леда и ватре коју је написао амерички писац Џорџ Р. Р. Мартин и у телевизијској адаптацији Игра престола.
У првој књизи, Игра престола из 1996. године, Сендор је oдбачени млађи брат Грегора Клеганија, из Седам краљевстава Вестероса. Сендор је био лични телохранитељ принца Џофрија Баратеона. Касније се појављивао у Мартиновим романима као што су Судар краљева (1998), Олуја мачева (2000) и Гозба за вране (2005). Као и његов брат, Сендор се сматра једним од најжешћих и најјачих бораца у Седам краљевстава. Његово лице је обележено језивим опекотинама које је задобио још када је био дете, када му је брат гурнуо главу у посуду са усијаним угљем. Од тог тренутка има страх од ватре. Иако у почетку делује брутално и насилно, касније се показао као симпатичнији и саосећајнији, посебно кроз своје односе са Сансом и Арјом Старк.
Сендора је играо шкотски глумац Рори Макан у HBO-овој телевизијској адаптацији Игра престола.

## Опис лика
Сендор Клегани, познат и као Псето, био је млађи брат Грегора Клеганија и пратилац куће Ланистер. Сматрао се за једног од најјачих бораца у Вестеросу. Његова величина (у књигама је висок 2 метра и тежак преко 140 килограма) и чврстина су га чиниле импозантном фигуром, иако није био толико велики као његов брат Грегор. Његово лице је било прекривено ожиљцима од опекотина које је задобио још као дете када му је брат гурнуо главу у посуду са усијаним угљем. Због тога, Клегани се плаши ватре и мрзи свог брата. Такође је изражавао презир према витешким заветима, као и његов брат који је био витез али је ипак био склон силовањима и убиствима. Клегани је описан као мучен човек гоњен љутњом и мржњом, који је тежио само да би убио свог брата.

## Приче

### Романи
Сендор Клегани не представља једног од главних ликова у романима, па се његовим поступцима сведочи углавном кроз ликове Сансе и Арје Старк као и са нарацијама других ликова Неда Старка и Тирион Ланистера.

#### Игра ПрестолаиСудар краљева
У првом делу романа Игре престола, Сендор врши дужност телохранитеља и слуге принца Џофрија који га зове „Псето”, али је донекле везан за њега јер му недостаје очева фигура од краља Роберта. Док је пратио Сансу кући, открио јој је одакле му ожиљци од опекотина на лицу и како изражава много љутње према свом старијем брату и према витештву генерално. Клегани је предводио напад Ланистера на људе Неда Старка у десничиној кули током чишћења Старкових.
Сендор је био заштитник краља до краја Игре престола, али је увек одбијао да постане витез. Клегани је често био Сансин заштитник, и док ју је штитио назвао ју је „Птичица”. Он је покушавао да је заштити од Џофријевог злостављања у Судару краљева и саветовао ју је да уради шта год јој Џофри тражи јер је то најбољи начин да остане жива. Он је чак спасао Сансин живот када су нападнуте улице Краљеве Луке од стране гладних људи. Сендор постаје разочаран током битке на Црнобујици и одбија наређења која му задаје Џофри због велике употребе дивље ватре (измишљена запаљива супстанца испирисана Грчка ватра) по Тирионовом наређењу. Потајно је отишао код Сансе и понудио јој је да побегне са њим из Краљеве Луке али она то одбија. Он јој прети али се убрзо смирује након што му је отпевала песму о милости, пре него што је сам напустио главни град.

#### Олуја мачева
У трећем делу, роману Олуја мачева, Сендор се напија и бива заробљен од стране банде познате као „Братство без барјака”, који су га осудили на суђење борбом због убиства за ког га је Арја оптужила. Сендор је победио у борби против вође банде Берика Дондериона и био је ослобођен. Он је касније киднаповао Арју у нади да ће је откупити за њеног брата Роба Старк како би зарадио место у Робовој служби. Одводи је у седиште куће Фрејевих где је Роб био на венчању свог ујака. Међутим чим су они пристигли, догађа се Црвена свадба где Фрејови почињу да кољу и убијају Старкове. Сендор онесвешћава Арју како би је спречио да уђе у замак где се одржавало венчање, убивши три витеза од куће Фреја. Касније наилазе на три човека из куће Сарсфилд. Сендор је био провоциран док је пио и убија Поливера (једног од 3 човека) у наредној борби али бива јако повређен. Постаје критично болестан, ране почињу да му гноје па га Арја напушта, оставивши га испод дрвета да чека своју очигледну смрт.

#### Гозба за вране
Неколико пута се спомиње у роману Гозба за вране (2005), јер се шире приче да неко користи Псетов шлем и да чини злочине. Један обредник спомиње Бријени да је нашао Сендора на самрти и тако утврдио да је његов шлем украден. Међутим, појава немог човека који физички одговара Сендору и одбијање обредника да потврди да ли је Сендор мртав, наговештавају да је он можда још увек жив. Што се тиче шлема, после Бријене и Подрика откривено је да су га отели Рорџ и његова банда. Када су њих двоје ухваћени од стране Братства без барјака и када је Рорџова банда погубљена, Лим одлучује да задржи његов шлем.

### Телевизијска адаптација
Шкотски глумац Рори Макан добио је признање за улогу Сендора Клеганија у телевизијској адаптацији серије књига.

#### Прва сезона
Клегани је први пут представљен у пилот епизоди када је пратио краљевски двор Роберта Баратеона у посети Зимоврелу. На повратку у Краљевску Луку, Џофри оптужује дечака месара да га је напао и Клегани га убија и самим тим привлачи мржњу на себе од стране Арје Старк јер је тај дечак био њен пријатељ. За време десничиног турнира, Сендоров старији брат Грегор покушава да убије Лораса Тирела након што га је скинуо са коња, али је Сендор спасао Лораса од његовог брата, где су њих двојица почели да се боре док краљ Роберт Баратеон није зауставио борбу. Када је Џофри наредио хапшење Неда Старка након што га је прозвао да је рођено копиле од инцеста, Клегани помаже војсци Ланистера у накнадном чишћењу Старкових и заробљавању Сансе Старк. Након што је Џофри заузео престо и након што је проглашен краљем, Клегани је именован за краљевског заштитника који ће заменити свргнутог Баристана Селмија.

#### Друга сезона
Сендор Клегани наставља да штити Сансу, тако што штити након што је Џофри наредио да се скине пред окупљеним судом и спашава је од групног силовања током нереда у Краљевској Луки. Учествује у битки на Црнобујици против Станиса Баратеона, али је видно ужаснут када Тирион Ланистер користи дивљу ватру за спаљивање већег дела Станисове флоте; напустио је битку након што је сведочио како је жив човек спаљен. Пре него што је напустио Краљевску Луку, понудио је Санси да је одведе на север у Зимоврел, што је она одбила. Током ове сезоне Сендор Клегани признаје Санси како воли да убија, рекавши јој: „Убијање је нешто најслађе што постоји”.

#### Трећа сезона
Код Брзоречја, Клегани је заробљен од стране Братства без барјака, групе витезова и војника послата од стране Неда Старка да убију Грегора и да поврате Брзоречје. Док је био транспортован у њихову тврђаву, сусреће остале чланове банде који путују са Арјом Старк и говори им свој прави идентитет. У скровишту банде, њихов вођа Берик Дондерион оптужује Клеганија за убицу; и ако Клегани тврди да су убиства почињена у циљу заштите Џофрија, Арја сведочи да је Клегани убио Мику (њеног пријатеља) упркос томе што дечак није штетио Џофрију. Берик Дондерион осуђује Клеганија на суђење борбом, које Клегани побеђује и тако обезбеђује своју слободу. Сендор је касније ухватио Арју намеравајући да је откупи за краља Роба Старка на венчању Едмура Тулија и Розлин Фреј у месту Близанци. Међутим док су они пристигли тамо, Фрејови су напали Старкове и Клегани једва избегава масакр заједно са Арјом.

#### Четврта сезона
Са остатком куће Старк за коју се верује да је Арја мртва и док је Брзоречје сада у власништву куће Фреја, Клегани одлучује да откупи Арју за њену тетку Лизу Ерин. Током њиховог путовања, Арја открива Клеганију да му није опростила што је убио њеног пријатеља Мику и обећала му је да ће га убити, додавши га на њену листу. Када су стигли код Арјине тетке, откривају да је она извршила самоубиство. Враћајући се од Крвавих двери, наилазе на Бријену од Опорја. Она се заклела мачем Сансиној и Арјиној мајци Кејтлин да ће штитити њену децу и да ће их одвести на сигурно. Када Арја одбије да пође са Бријеном, Бријена и Клегани се одлучују на борбу. Борба је била неизвесна и тешка све док Бријена није гурнула Клеганија са литице, тешко рањавајући га. И ако је Клегани молио Арју да га убије, она га оставља да умре.

#### Шеста сезона
Откривено је да је Клегани преживео; открио га је Реј, ратник који се окренуо свештенству. Клегани помаже Реју и његовим следбеницима у изградњи кућа, али једног дана након краћег путовања кроз оближњу шуму у коју је пошао да сече дрва, Клегани се враћа у заједницу како би пронашао свакога кога су заклали чланови Братсва без барјака. Клегани узима секиру како би ловио одговорне и убија њих четворицу пре него што је открио осталу тројицу која ће бити обешена од стране Берика Дондериона и Тороса из Мира, који га обавештавају да је група деловала независно од банде коју он тражи. Лорд Берик дозвољава Клеганију да му помогне да обеси два одметника, након чега му следи понуда да се придружи његовим људима на њиховом путу ка северу, да би се борили против Белих ходача.

#### Седма сезона
Током путовања на север, Братсвтво се зауставља на фарми која је раније била у власништву фармера ког је Клегани претходно опљачкао. Унутра проналазе тела од фармера и његове ћерке. С поштовањем, Клегани им ископава гроб уз помоћ Тороса. Клегани је гледао у пламен огњишта Братства и у њему је видео Беле ходаче и њихову војску како корачају према зиду.
Братство покушава да пређе зид преко Источне Моробдије, али их пресрећу дивљански извиђачи који служе у замку и закључавају их у леденим ћелијама. Убрзо након тога, Џон Снежни, Давос, Џора Мормонт и Џендри пристижу у Источну Мородбију како би уверили Серсеи (сада краљица Седам краљевстава) да Бели ходачи стварно постоје. Клегани, Берик и Торос су послати да прате Џона, Џору, Џендрија иза зида. Група је ускоро била окружена Белим ходачима и њиховом војском, мада не и пре него што се Џендри вратио у Источну Мородбију како би затражио помоћ од Денерис Таргарјен. Денерис пристиже са својим змајевима како би их спасила. Један змај је убијен и оживљен од стране Ноћног краља. Денерисова група, без Џона Снежног који је остао иза да се бори против Белих ходача, успева да побегне. Клегани се придружује Џону, Денерис и Давосу док плове према Краљевој Луци.
У Краљевој Луци, Клегани се сусреће са Бријеном од Опорја. Упркос претходној бруталној борби они сада разговарају у пријатељском односу. Клегани сазнаје да је Арја жива и да је са породицом, што му измами редак осмех на лицу. Током самита у Змајишту изван Краљеве Луке, Клегани се сукобљава са братом и пита га шта су му учинили, а затим он прекида одговор и говори му да одувек зна ко ће доћи по њега. Клегани је пустио из кавеза једног од војника Белих ходача (држећи га на ланцу) како би уверио Серсеи и њеног брата Џејмија Ланистера да Бели ходачи постоје и да би им указали на претњу која се налази иза Зида. Након тога, Клегани одлази са Денерис и њеном војском у Зимоврел како би помогао Џону Снежном и Денерис у борби против Ноћног краља.

#### Осма сезона
Псето се прикључио Денерис, Џону и њиховој војсци на путу у Зимоврел где су се касније ујединили са Арјом и Сансом Старк. Псето и Арја склапају међусобни мир пре страшне битке Зимоврела против Белих ходача. Током битке, Псето је био уплашен да користи ватру како би уништио војску Белих ходача и био је близу да одустане од борбе, али га је лорд Берик убедио да настави да се бори, указајући на Арју која се немилосрдно бори поред њих.
Псето је затим отишао у Краљеву Луку како би убио свог брата, заједно са Арјом која је намеравала да убије Серсеи. Њих двоје су успели да прођу у Црвену тврђаву и да се стопе са гомилом цивила коју је Серсеи користила као људски штит, док је Денерис почела да спаљује цео град и Црвена тврђава је почела да се руши. Пошто се цела Краљева Лука урушавала, Псето је замолио Арју да оде и да се спасе, док је он наставио да тражи свог брата. Арја му се захваљује, називајући га његовим правим именом први и последњи пут и упутила му је последњи поздрав. Сендор је пронашао свог брата и почели су да се боре. Псето је био немилосрдан и покушавао је гадно да повреди свог брата који није више личио на човека. Успео је да разоружа Грегора а затим се залеће главом у њега и одбацује га са степеница, и заједно са њим скаче у разрушени град који је био под пламеном. Битка се завршила тако што су оба брата погинула.